# Chichester
Chichester (AFI: /ˈtʃɪtʃɪstər/) è una città del Regno Unito, nella contea inglese del West Sussex. La sua cattedrale è l'unica del Paese ad avere un campanile distaccato.

## Storia

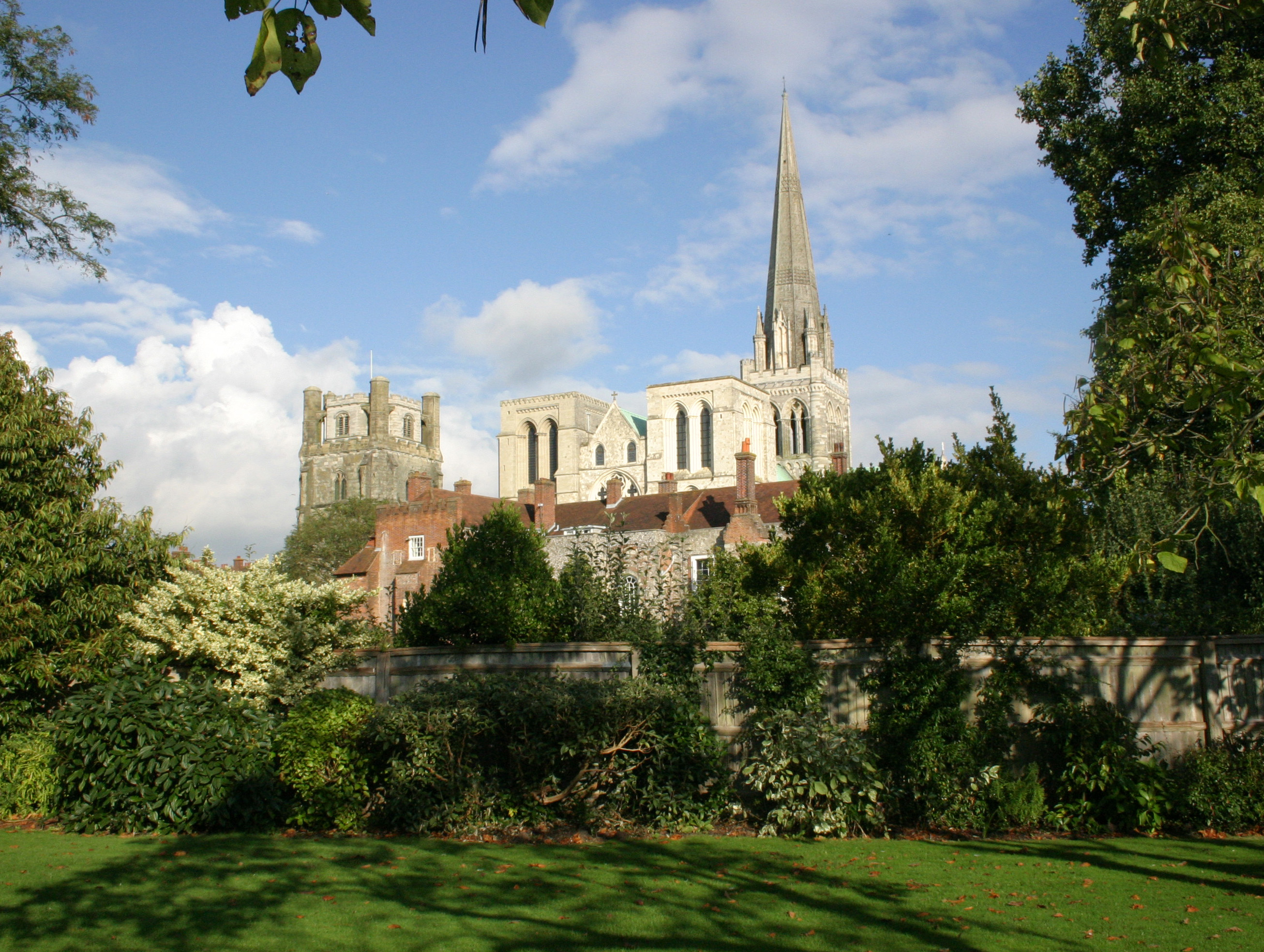
Cattedrale di Chichester

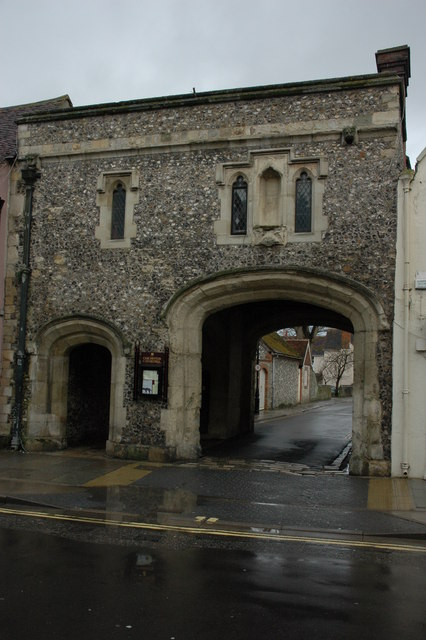
Porta Canon

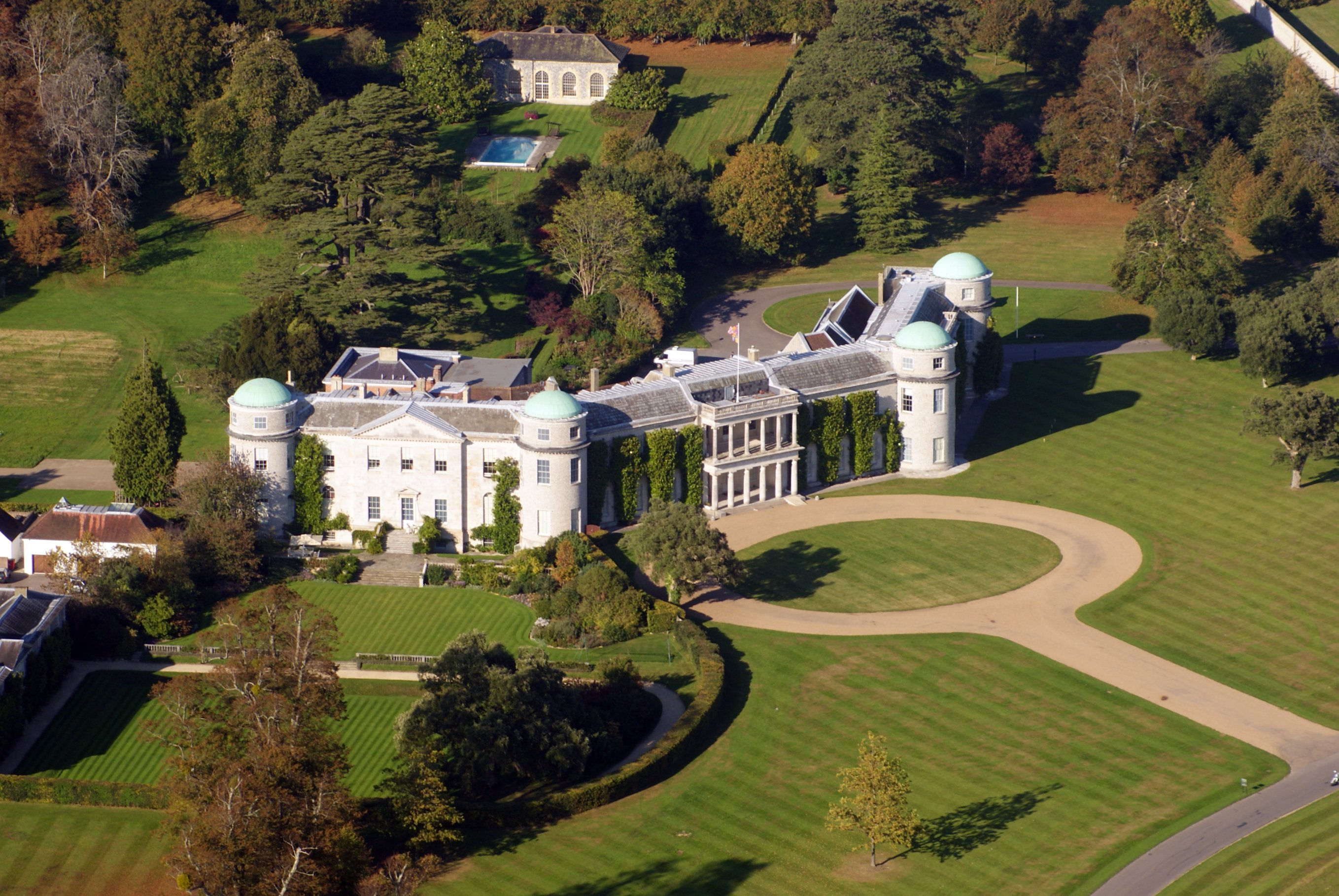
Goodwood House

Era nota ai Romani come Noviomagus Regnensium. 

## Monumenti e luoghi d'interesse
La città ha quattro strade principali: North, South, East e West street, che si incontrano nel monumento del Cross. Poi vi sono i Pallant, che si dividono anch'essi in North, South, East e West pallant.

### Architetture religiose
- Cattedrale di Chichester
- Chiesa di San Giacomo, nella parrocchia civile di Birdham.
- Chiesa della Santissima Trinità nella parrocchia civile di Bosham.
- Chiesa di Santa Caterina da Siena nella parrocchia civile di Cocking
- Chiesa di San Pancrazio
- Chiesa di San Paolo

### Architetture civili
- Porta Canon
- Stazione di Chichester
- Goodwood House
- Chichester Cross

## Amministrazione

### Gemellaggi
- Chartres, dal 1959
- Ravenna
- Speyer